# Carolina Ferraz
Maria Carolina Álvares Ferraz (n. 25 ianuarie 1968) este o actriță, prezentator și fostul model braziliană.
A participat la mai multe săpunuri ca Poveste de dragoste, Iubire fără limite, Belíssima, Beleza Pura, O Astro, Avenida Brasil, printre altele.

## Biografie
Inițial, dintr-o familie săracă, tatăl ei, Ladislau, a fost ucis în Goiânia de un gunman angajat de omul de afaceri pe care îl consultă. Mama lui Carolina, Giscelda, a început să sufere amenințări cu moartea de la ucigașul soțului ei. Astfel, cei doi au părăsit Goiânia când Carolina avea 14 ani și sa alăturat fraților mai mari ai actriței (Guilherme și Maria Eugênia) în orașul São Paulo. Guilherme a murit de SIDA, la vârsta de 29 de ani, după ce a suferit timp de șapte ani de boală. Am studiat balet în Goiânia.

## Viața personală
În 1985, la vârsta de 17 ani, a început să se întâlnească cu cântăreața Kiko Zambianchi, cu care a trăit împreună până în 1987. În același an a început să se întâlnească cu regizorul Mário Cohen, căsătorit cu el în 1994. În 1995, fiica cuplului Valentinal . În 1998, după nouă ani de relație, cuplul a decis să se despartă.
În 1999 a început să se întâlnească cu Murilo Benício, cu care a devenit prieten apropiat, de când au lucrat împreună la teatrul Iubire fără limite cu doi ani mai devreme. Relația sa încheiat în ianuarie 2002, când Carolina a afirmat că nu poate face față geloziei excesive a lui Murílo.
În ianuarie 2006 a început să se întâlnească cu omul de afaceri turc Ediz Elhadif, păstrând relația la distanță cu cei doi care călătoresc în fiecare weekend între țări, care sa încheiat în noiembrie 2011.
În iulie 2012 a început să se întâlnească cu medicul Marcelo Marins. În noiembrie 2014, actrita a anunțat că a fost însărcinată pentru a doua oară, cea de-a doua fiică, Isabel, sa născut la 8 mai 2015. Copilul, o fată, este rezultatul relației actritei cu medicul Marcelo Marins. Cuplul trăiește împreună din 2012.